# マルクス・レーニン主義研究所
マルクス・レーニン主義研究所、マルクス＝レーニン主義研究所（マルクス・レーニンしゅぎけんきゅうじょ）は、マルクス・レーニン主義の研究および普及を目的とした組織。ML研究所などと省略される。冷戦時代に、各国においてマルクス・レーニン主義に関する文献の編纂・翻訳・出版に携わった。
ソビエト連邦共産党の前身であるロシア共産党（ボリシェヴィキ）が1921年に設立したマルクス＝エンゲルス研究所および1923年に設立したレーニン研究所を嚆矢とし、両者が統合されて1931年にマルクス＝エンゲルス＝レーニン研究所となり、さらに1956年にマルクス＝レーニン主義研究所と改称した。これに倣って東ドイツ・西ドイツ・ポーランド・アルバニア・インド・日本などでも共産党や大学が同様の組織を設立したが、社会主義勢力の変化やソ連の崩壊などのなかでいずれの組織も消滅している。

## ソビエト連邦
- ソビエト連邦共産党中央委員会付属マルクス＝レーニン主義研究所（Институт марксизма-ленинизма при Центральный комитет КПСС）

上記のように、全連邦共産党（ボ）（のちソビエト連邦共産党）によって1931年にマルクス＝エンゲルス＝レーニン研究所（MEL研究所）として設立（初代所長：ウラジーミル・アドラツキー）、1954年にマルクス＝エンゲルス＝レーニン＝スターリン研究所（MELS研究所）に改称し、さらに1956年にマルクス＝レーニン主義研究所と改称する。冷戦崩壊により廃止され、現在はロシア国立社会政治史文書館（РГАСПИ）などに移行。ロシア語版『マルクス＝エンゲルス著作集』、『レーニン全集』の編纂などを行った。

## ドイツ民主共和国（東ドイツ）
- ドイツ社会主義統一党中央委員会付属マルクス＝レーニン主義研究所（ドイツ語版）（Institut für Marxismus-Leninismus beim Zentralkomitee der SED）

旧東ドイツのドイツ社会主義統一党（SED）によって1949年にベルリンに設立。同党の解党に伴って消滅した。Marx-Engels Werke （MEW、『マルクス＝エンゲルス著作集』）やMarx-Engels-Gesamtausgabe （新MEGA、『マルクス＝エンゲルス全集』）の編纂を行ったことで知られる。また、旧東ドイツでは、各大学にマルクス＝レーニン主義研究所が設けられていた。この点は、de:Institut für Marxismus-Leninismus (Hochschulen der DDR) を参照。
翻訳リスト
- Karl Marx/Friedrich Engels Werke, in 41 Bänden (Dietz Verlag Berlin, 1956-68).
  - 『マルクス＝エンゲルス全集』第1-41巻（マルクス＝エンゲルス全集刊行委員会訳、大月書店、1959-75年）。略称MEW、大月版全集とも。ただし、全体のシリーズ構成はドイツ語版と日本語版で若干異なる。
- Karl Marx/Friedrich Engels: Über Kunst und Literatur, in zwei Bänden (Dietz Verlag Berlin, 1967-68).
  - 『マルクス＝エンゲルス芸術・文学論』全4巻（マルクス＝エンゲルス全集刊行委員会訳、大月書店、1974-75年）。ドイツ語版は2巻本の芸術・文学に関する引用句集。日本語版は、上記の大月書店版『マルクス＝エンゲルス全集』の翻訳・刊行事業の一環として4巻構成で出版された。
- Karl Marx/Friedrich Engels Ausgewählte Werke in sechs Bänden, (Dietz Verlag Berlin, 1970).
  - 『マルクス＝エンゲルス8巻選集』（同翻訳委員会、大月書店、1973-74年）。元は6巻選集だったものが、8巻選集に再編集されている。
- Mohr und General, (Dietz Verlag Berlin, 1964, 3rd ed. 1970).
  - 『モールと将軍』（栗原佑訳、大月書店、1976年）。のちに『モールと将軍』全2分冊（大月書店・国民文庫446、1976年）が出版されている。
- Geschichte der SED-Abriss  (Abriß), (Dietz Verlag Berlin, 1978).
  - 『ドイツ社会主義統一党SED史』（近江谷左馬之介監訳、労働大学、1980年）
- 『剰余価値学説史――資本論第四部』全3分冊（長谷部文雄訳、青木書店・青木文庫、1957-58年）
- 『戦士は一人たおれても――フィーテ・シュルツェの追憶』（石井義郎訳、大月書店、1962年）
- 『剰余価値学説史――「資本論」第4巻』全5分冊（大島清・時永淑訳、大月書店・国民文庫26、1963-66年）
- 『カール・マルクス――伝記』（坂井信義訳、大月書店、1969年）
- 『ホーネッカー小伝――ドイツ社会主義統一党書記長』（山崎八郎訳、日本・DDR友好協会連絡会議、1978年）

## 日本
- （日本共産党中央委員会付属）マルクス＝レーニン主義研究所（M・L研究所）

日本共産党中央委員会の付属研究所として、1946年6月に設立（初代所長：野坂参三）。「マルクス・レーニン主義を研究し、党の諸政策を解明し、党員の理論的水準を高め、党外大衆にマルクス・レーニン主義を理解把握せしめる」ことを目的とする。社会運動家で出版人の有賀新（1905年-1973年、大月書店の創業者の一人）が運営にあたり、マルクス主義の古典文献を編集・刊行した。研究所は東京代々木（正確な住所は渋谷区千駄ヶ谷）の共産党本部の2階に置かれた。研究所には、志賀義雄を中心に、石堂清倫、江口朴郎、古在由重、高山洋吉、長洲一二、平沢三郎、堀江邑一、村田陽一ら党員知識人やマルクス主義を学ぶ学者が集まり、日本におけるマルクス主義の研究拠点であった。

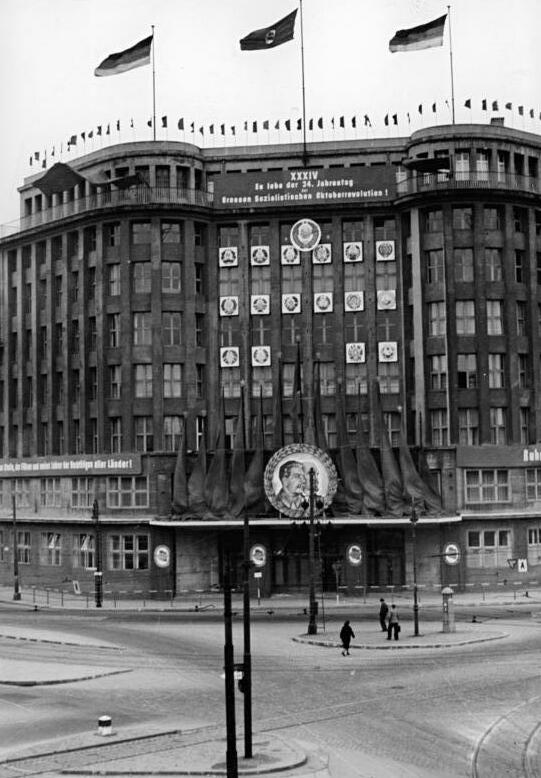
IML biem ZK der SEDが1959～90年にかけて入っていた東ベルリンのKaufhaus Jonaß（1951年撮影）

マルクス＝レーニン主義研究所は、1946年から1960年代頃にかけて、カール・マルクス、フリードリヒ・エンゲルス、ウラジーミル・レーニンらの著作を日本語に翻訳した。名義はいずれも「マルクス・レーニン主義研究所」または「マルクス＝レーニン主義研究所」であるが、少数ながら「日本共産党中央委員会付属マルクス＝レーニン主義研究所」と名乗っている例が確認できる。同研究所がいつ頃消滅したかは不明であるが、『レーニン全集』第45巻（1969年）が研究所名義で新たに刊行された最後の書籍である（その後も、『レーニン全集』で翻訳した文献を他の書籍に収録して刊行した例はある）。その翌年の、1970年に日本共産党中央委員会付属社会科学研究所が設立され、現在に至っている。
翻訳リスト
- ソ同盟共産党中央委員会所属特別委員会編『ソ同盟共産党史』全3巻（日本共産党出版部、1946-48年）
- マルクス『賃労働と資本、労賃・価格および利潤』（改造社・マルクス・レーニン主義叢書1、1948年）
- エンゲルス『反デューリング論　下巻』（改造社・マルクス・レーニン主義叢書2、1948年）
- 『マルクス＝エンゲルス選集』全23巻（本巻18・補巻5、同刊行委員会編、大月書店、1949-52年）

この選集の翻訳の一部は国民文庫として収録されており、『共産党宣言　共産主義の原理　他一篇』（国民文庫社・国民文庫1、1952年）がある。また、関連書籍として、ソ同盟共産党マルクス＝エンゲルス＝レーニン研究所編『マルクス＝エンゲルス文学・芸術論』（マルクス＝エンゲルス選集刊行委員会訳、大月書店、1954年）があり、後に文庫版としてマルクス＝エンゲルス『文学・芸術論』（マルクス＝レーニン主義研究所訳、大月書店・国民文庫20、1955年）が出版されている。
- 『マルクス＝エンゲルス2巻選集』（ソ同盟共産党マルクス＝エンゲルス＝レーニン研究所編、大月書店、1953年）

後に新書版として『マルクス＝エンゲルス選集』全8冊（大月書店、1955年）が出版されている。
- ソ同盟共産党中央委員会所属特別委員会編『ソ同盟共産党（ボ）小史』全2冊（国民文庫社・国民文庫208a・b、1953年）
- モーリス・コンフォース『マルクス＝レーニン主義古典入門』（国民文庫社・国民文庫401、1953年）
- ソ同盟科学院経済学研究所『経済学教科書』全4分冊（合同出版社・合同新書、1955年）

1955年の初版では「マルクス・レーニン主義普及協会」訳となっているが、1956年の増補改訂版では「マルクス・レーニン主義研究所」訳、1959年の改訂第三版では「経済学教科書刊行会」訳となっている。また著者名も「ソヴィエット同盟科学アカデミー経済学研究所」や「ソビエト科学アカデミー経済学研究所」の表記もある。
- 『レーニン全集』全48巻（本巻45・別巻2・対照表1、ソ同盟共産党マルクス＝エンゲルス＝レーニン研究所編、大月書店、1953-69年）

マルクス＝レーニン研究所レーニン全集刊行委員会の名義による翻訳。全集の刊行に併行して、「レーニン全集刊行委員会」などの名義で複数のシリーズが大月書店から刊行され、国民文庫にもいくつかの著作が収録される。
- 『プロレタリア革命と背教者カウツキー 他七編』（大月書店・国民文庫107、1953年）
- 『「人民の友」とはなにか』（大月書店・国民文庫125、1956年）
- 『社会民主党の農業綱領』（大月書店・国民文庫126、1956年）
- 『レーニン選集』全12冊（ソ同盟共産党マルクス＝レーニン主義研究所編、大月書店、1957-58年）
- 『問題別レーニン選集』全3巻6分冊（大月書店・国民文庫131-133、1960年）
- 『レーニン三巻選集』全3巻9分冊（ソ連邦マルクス＝レーニン主義研究所編、大月書店・国民文庫134、1961-65年）
- 『哲学ノート』全2冊（大月書店・国民文庫127、1964年）
- 『新訳 国家と革命』（大月書店・国民文庫102、1965年）
- 『カール・マルクス』（大月書店・国民文庫128、1965年）
- 『さしせまる破局、それとどうたたかうか　他七篇』（大月書店・国民文庫129、1965年）
- 『新版 レーニン選集』全6巻（ソ連邦共産党中央委員会付属マルクス＝レーニン主義研究所編、大月書店、1968-70年）
- 『ロシアにおける資本主義の発展』全3冊（大月書店・国民文庫123、1976年）
- 『改訳 一歩前進、二歩後退』（大月書店・国民文庫119、1978年）

- スターリン『新訳 弁証法的唯物論と史的唯物論　無政府主義か社会主義か？』（大月書店・国民文庫205、1968年）

## その他の国々
アルバニア人民共和国
- アルバニア労働党中央委員会付属マルクス＝レーニン主義研究所

アルバニア労働党によって設立されていたと見られる。日本語訳の文献として、同研究所編『アルバニア労働党史』（日本アルバニア友好協会訳、東方書店、1970年）がある。
ドイツ連邦共和国（西ドイツ）
- de:Institut für Marxistische Studien und Forschungen (IMSF)

ドイツ共産党（DKP）の関連機関として1968年にフランクフルト・アム・マインに設立。1989年に消滅。
インド共和国
- en:Institute of Marxism-Leninism (India)

インド共産党によって1964年に西ベンガル州に設立。
ポーランド人民共和国
- pl:Instytut Podstawowych Problemów Marksizmu-Leninizmu (IPPM-L)

ポーランド統一労働者党によって1974年に設立。